# Jesús Valdez González
Jesús Valdez González es un deportista mexicano que compitió en piragüismo en la modalidad de aguas tranquilas. Ganó dos medallas de oro en los Juegos Panamericanos de 2007.

## Palmarés internacional
| Juegos Panamericanos | Juegos Panamericanos    | Juegos Panamericanos | Juegos Panamericanos |
| Año                  | Lugar                   | Medalla              | Competición          |
| -------------------- | ----------------------- | -------------------- | -------------------- |
| 2007                 | Río de Janeiro (Brasil) | Medalla de oro       | K2 500 m             |
| 2007                 | Río de Janeiro (Brasil) | Medalla de oro       | K2 1000 m            |